# ジューコフカ

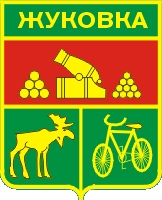
ジューコフカの市章

座標: 北緯52度32分 東経33度44分 / 北緯52.533度 東経33.733度
ジューコフカ（露: Жуковка、英: Zhukovka）は、ロシア西部のブリャンスク州北部にある都市。
ドニエプル川の支流デスナ川の左岸に建つ街で、支流のヴェトマ川が合流している場所にある。州都ブリャンスクの北西56キロメートルにあり、ブリャンスク・スモレンスク間の鉄道の駅もある。
人口は2002年国勢調査で19,731人。1989年ソ連国勢調査では19,706人であった。

## 歴史
1867年、オリョール・ブリャンスク・スモレンスク・ヴィテプスク・リガ間の鉄道の駅建設と共に、建設労働者の集落も建設された。これがジューコフカの始まりである。
地名は近くの地主ジューコフ家にちなむ。駅の開業と共にジューコフカも次第に人数が増え、近くのジューコフ家所有の森から切った木を材木にする製材所が建設され、1894年には鉄道のレールなどを造る鉄工所も開設された。1896年にはアレクサンドル・ネフスキー聖堂が完成し、20世紀になると鉄道学校や電信局なども開かれた。1914年にはサナトリウムが開業し、第一次世界大戦中には傷病兵を受け容れている。
ソ連時代には多数の小さな工場が周囲に開業していた。1929年には地区の中心地となり、1931年10月31日に都市型集落に、1962年8月30日には市となった。
第二次世界大戦（独ソ戦）では1941年9月にドイツ国防軍に占領されたが、周辺の住民はパルチザンとなりドイツ軍に抵抗した。1943年9月にブリャンスク攻勢を進める赤軍ブリャンスク戦線により奪還された。戦後は農場や市街地の再建が進み、1960年代まで木造平屋の多かったジューコフカの町はレンガの住居が増え、1980年代には5階建てアパートが広がった。

## 文化
ジューコフカの南東30キロメートルのデスナ川沿いにはフシチイシュという村がある。年代記の1142年の記事には同名の都市が登場しており、この村がその跡地と考えられている。フシチイシュはチェルニーヒウ公国の中心の一つで、さまざまな公たちが独自の公国をここに置いたが、1238年にモンゴルのルーシ侵攻で廃墟となった。1840年代と1940年代に発掘が進められ、石造りの聖堂の跡や防壁や工房などが出土している。
またオフストゥク村（Овстуг）は詩人・外交官のフョードル・チュッチェフ（1803年 - 1873年）の生地であり、フョードル・チュッチェフ博物館が開設されている。

## 産業
ジューコフカには「デスナ」ブランドの自転車工場のほか、家具工場、機械工場などが立地する。
1868年にリガ・オリョール鉄道が開通して以来、ジューコフカは鉄道産業の町でもある。ここからクレトニャまでの43キロメートルの長さの支線が伸びている。
国道A141号線はスモレンスク・ブリャンスク・オリョールを結ぶ道路で、ジューコフカ市街地の10キロメートル南東を通る。